# Happiness in Magazines
Happiness in Magazines è il quinto album discografico in studio del cantautore inglese Graham Coxon (chitarrista dei Blur), pubblicato nel 2004.

## Tracce
1. Spectacular – 2:48
2. No Good Time – 3:21
3. Girl Done Gone – 3:57
4. Bittersweet Bundle of Misery – 4:53
5. All Over Me – 4:16
6. Freakin' Out – 3:42
7. People of the Earth – 3:04
8. Hopeless Friend – 3:22
9. Are You Ready? – 4:42
10. Bottom Bunk – 3:16
11. Don't Be a Stranger – 3:29
12. Ribbons and Leaves – 4:11